# 韦艺
韦艺（538年—595年5月13日），字世文，京兆郡杜陵县（今陕西省西安市长安区）人，出自京兆韦氏逍遥公房，北周、隋朝官员。

## 生平
韦艺年少时就读于国子学，在周武帝宇文邕时期因为多次有军功，至上仪同，获赐爵位修武县侯，食邑八百戶，又担任左旅下大夫，出任魏郡太守。
杨坚担任丞相时，相州总管尉迟迥知道杨坚将要不利于宇文氏政权，图谋举兵讨伐杨坚。北周朝廷暗中探悉，派遣韦艺的叔叔韦孝宽迅速前往替换尉迟迥。韦孝宽将要到达朝歌时，尉迟迥派遣大都督贺兰贵持他的亲笔信来迎接。韦孝宽留下贺兰贵与他交谈，交谈中韦孝宽怀疑尉迟迥会有变，于是假称有病缓慢前行，又派人前往相州求取医药，暗中观察尉迟迥的动静。尉迟迥派韦艺迎接韦孝宽，韦孝宽向韦艺询问尉迟迥的所作所为，韦艺是尉迟迥的同党，不告诉韦孝宽实情。韦孝宽大怒，要把韦艺斩首，韦艺害怕，就把尉迟迥密谋的话全部告诉了韦孝宽。于是韦孝宽带着韦艺向西逃走，每到驿站，韦孝宽就把驿站的马匹全部带走，对驿站主管说：“蜀公尉迟迥将要到达，应当迅速准备酒食。”尉迟迥很快派遣仪同大将军梁子康带领数百骑兵追赶韦孝宽，追兵每到驿站，就遇到丰盛的酒宴，又没有可换的马，于是延迟滞留，韦孝宽和韦艺因此得以逃脱。杨坚因为韦孝宽的缘故，不追究韦艺的罪，加韦艺上开府。韦艺随即跟随韦孝宽讨伐尉迟迥，等到击败尉迟迥，平定相州，韦艺都有战功，因此以军功进位上大将军，改封武威县公，食邑一千户，修武县侯的爵位另外封给一个儿子。
隋文帝接受禅让建立隋朝后，韦艺进封魏兴郡公，一年多以后出任齐州刺史。韦艺执政清明简约，百姓感念他的恩惠。在职几年后，韦艺升任营州总管。韦艺容貌魁梧美丽，每次外族前来参见拜谒，都严整仪仗和侍卫，身着华丽的服饰接见，独自坐下占满一榻。外族畏惧韦艺，没人敢抬头仰视。韦艺又大肆经营田产家业，与北方的外族做生意，家中资产巨万，很为公正的舆论讥讽。开皇十五年三月丁亥（595年5月13日），韦艺在任内去世，虚岁五十八，谥号怀。

## 其他
韦艺是一位佛教徒

## 家族

### 父亲
- 韦夐，北魏、北周二代，十徵不出，號為逍遙公

### 兄弟姐妹
- 韦世康，隋朝上开府、荆州总管、上庸文公
- 韦洸，隋朝柱国、广州总管、襄阳敬公
- 韦瓘，北周使持节、车骑大将军、仪同三司、隋州刺史、建安县子
- 韦冲，隋朝开府、民部尚书、义丰县侯
- 韦約，隋朝太子洗马、仪同、观城公

### 夫人
- 封宝艳，北齐骠骑大将军、祠部尚书、安德忠简公封子绘次女，先嫁北齐司空公、尚书令、青瀛二州刺史、临淮郡王娄定远，后改嫁韦艺[10][11]

### 子女
- 韦彤，唐朝齐州刺史、修武县男
- 韦或，隋朝千牛、安吉公[12]
- 韦晏
- 韦宣敏，唐朝赵州司马